# Eugen Burada

Eugen Burada

Mircea Eugen Burada (n. 1946, București, România – d. 3 octombrie 2023) a fost un scriitor și scenarist român, cunoscut în special pentru Nea Mărin miliardar, cel mai vizionat film românesc din toate timpurile, al cărui scenariu l-a scris împreună cu Vintilă Corbul și Amza Pellea.
A absolvit cursurile Facultății de Energetică a Institutului Politehnic București.
Eugen Burada și Vintilă Corbul s-au stabilit în 1979 în Franța și s-au afirmat și acolo ca scriitori.
A fost decorat cu Ordinul Meritul Cultural în grad de Comandor, la Categoria A - "Literatura" de către Președintele României în 2004.
A decedat pe 3 octombrie 2023 în timpul unei operații pe cord.

## Romane
Împreună cu prietenul său de-o viață, Vintilă Corbul, Eugen Burada a scris mai multe romane de succes, printre care:
- Moarte și portocale la Palermo, 1966
- Cenușă și orhidee la New York, 1968
- Uragan asupra Europei
- Oameni în Rolls-Royce, 1979
- Groaza vine de pretutindeni
- Roxelana și Soliman
- Calea ducesei
- Plângi, plângi balalaikă

## Filmografie
Tot împreună cu Vintilă Corbul, a scris și patru scenarii de film, toate acestea fiind regizate de Sergiu Nicolaescu:
- Un comisar acuză (1974) - în colaborare cu Sergiu Nicolaescu, Vintilă Corbul și Mircea Gândilă
- Revanșa (1978) - în colaborare cu Sergiu Nicolaescu, Vintilă Corbul și Mircea Gândilă
- Nea Mărin miliardar (1979) - inițial piesă de teatru; scenariul a fost scris în colaborare cu Vintilă Corbul și Amza Pellea
- Duelul (1981) - în colaborare cu Vintilă Corbul și Sergiu Nicolaescu